# كلاتة غاويتش (غزيك)
کلاتة غاویتش (بالفارسية: کلاته گاویچ) هي مستوطنة تقع في إيران في قسم غزیك الريفي. يقدر عدد سكانها بـ 143 نسمة بحسب إحصاء 2016.